# Iglesia del Sagrado Corazón (Bilbao)
La iglesia del Sagrado Corazón es un templo de culto católico de la ciudad de Bilbao (Vizcaya, País Vasco, España). Fue construida en estilo neogótico a fines del siglo XIX y forma parte de la Residencia de San Ignacio, de la Compañía de Jesús

## Historia y descripción
La Compañía de Jesús, que hasta el siglo XVIII regentó en la capital vizcaína el Colegio de San Andrés, luego convertido en la actual parroquia de los Santos Juanes, decidió erigir su propio templo en Bilbao de resultas de la fundación de la Residencia de San Ignacio, en la calle del Canciller Ayala, al tiempo que la apertura en 1886 de la Universidad de Deusto. Aneja a dicha residencia, en la esquina formada por la Calle Canciller Ayala y la Alameda de Urquijo, la iglesia empezó a levantarse en 1889 y estuvo concluida en lo esencial un año después, siendo consagrada el 8 de septiembre de 1890. A posteriori se remataron las torres -hoy desprovistas de agujas- y se aplicó la decoración artística.

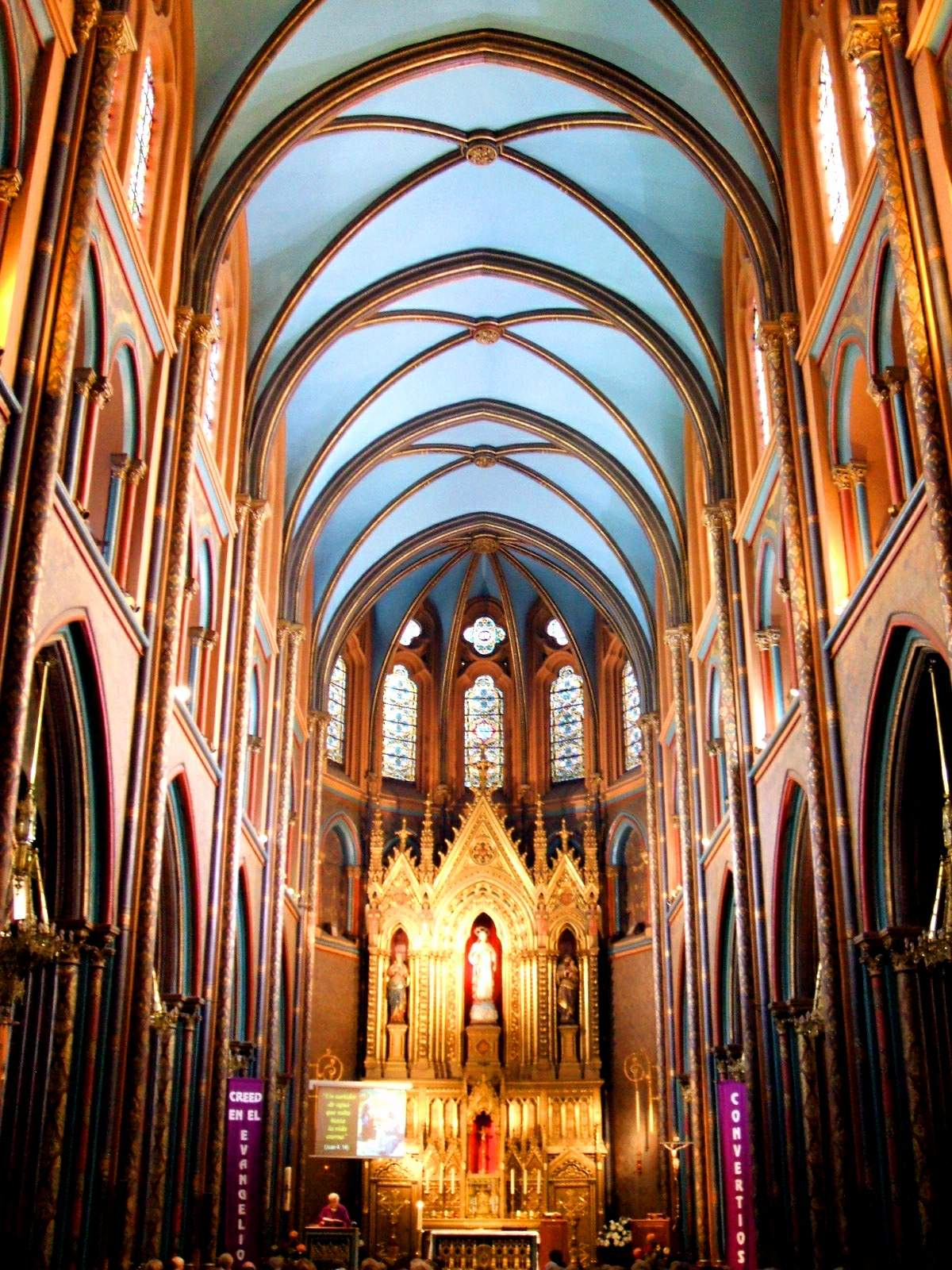
Aspecto de la nave principal y la cabecera

El arquitecto, José María Basterra y Madariaga, muy activo en la erección de edificios diocesanos en su Bilbao natal, se decantó por un estilo neogótico libre, manifestado en el empleo mixto de piedra y ladrillo caravista en la fábrica exterior, creando un llamativo contraste, y en la profusa decoración del interior, con la aplicación sistemática de policromía de tonos vivos y cálidos a paramentos, arcos y bóvedas, lo que le confiere al templo un aspecto de cierto exotismo oriental. En este sentido, la iglesia de los jesuitas difiere de la cercana Iglesia de San Francisco de Asís, construida pocos años después, que se ajusta a un neogótico más ortodoxo. 
La fachada principal se ordena en tres niveles y, en el eje vertical, en tres calles; en el centro, sobre una galería decorativa de arquillos trilobulados, entre cuatro pilares aciculares y bajo un remate triangular a modo de frontón que separa los arranques de las torres, se abre un ancho rosetón. La planta consta de tres naves, siendo la principal más ancha y alta que las laterales. La nave principal, que mide 40 metros de largo por 20 de altura, se subdivide en seis tramos cubiertos con bóvedas de crucería barlongas pintadas de azul celeste, en tanto que las bóvedas de las naves laterales, también de crucería simple, aparecen pintadas de verde tachonado de estrellas. El edificio carece de crucero y su cabecera acaba en un ábside heptagonal. A los pies, coro alto y órgano. El mobiliario e imaginería es todo moderno, de traza neogótica. El retablo mayor, dedicado al Sagrado Corazón, está flanqueado por los altares laterales del Cristo de la Agonía y de la Sagrada Familia. Los ventanales góticos llevan vidrieras alemanas.

## Remodelación
A finales de octubre de 2014, daban por finalizadas las obras de remodelación del templo, listo para la celebración del 125 aniversario. El edificio sufrió un importante deterioro de la piedra y fue sometido a una rehabilitación tanto de las fachadas exteriores como del interior.

## Galería de imágenes

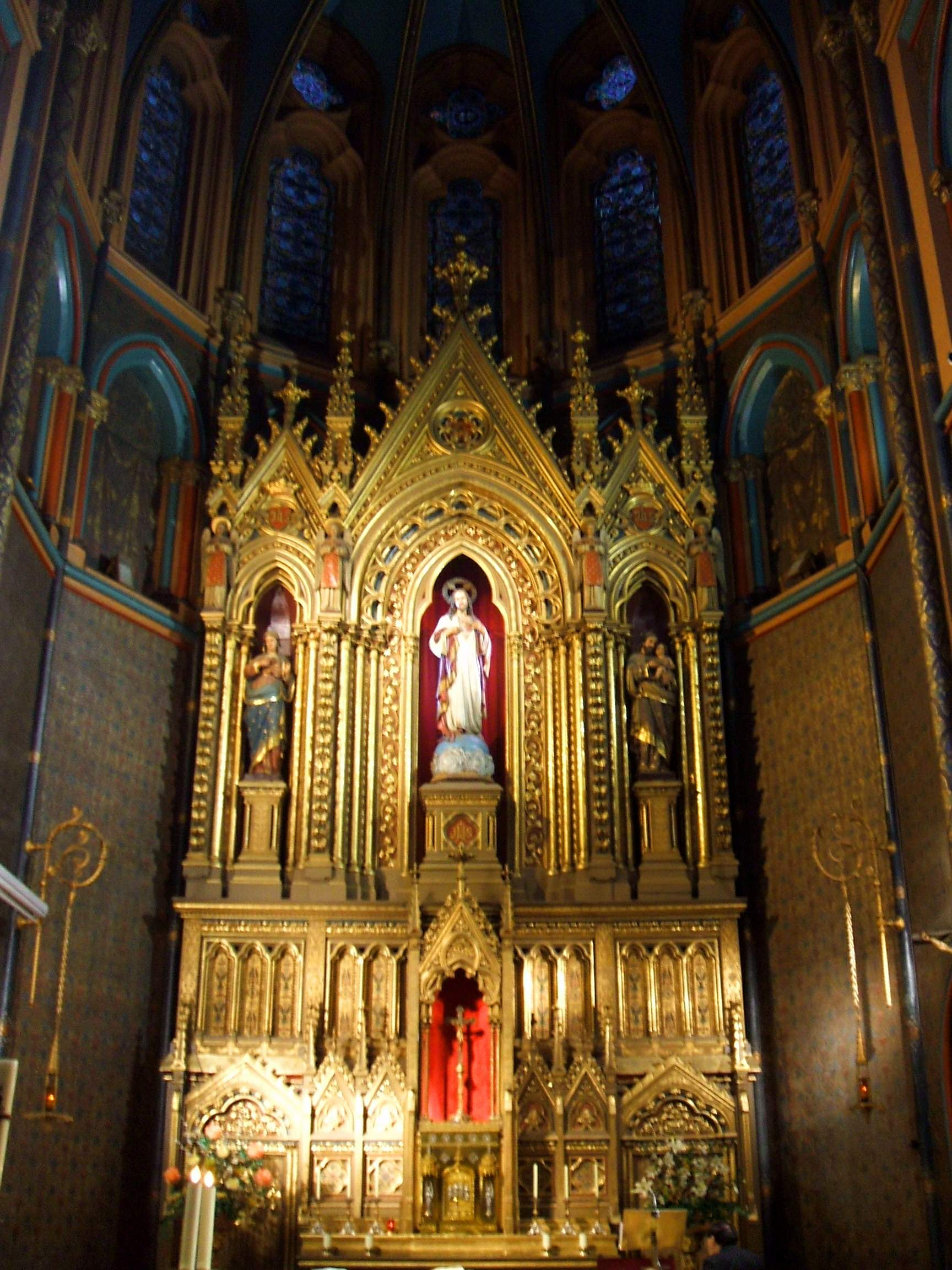
Retablo mayor neogótico
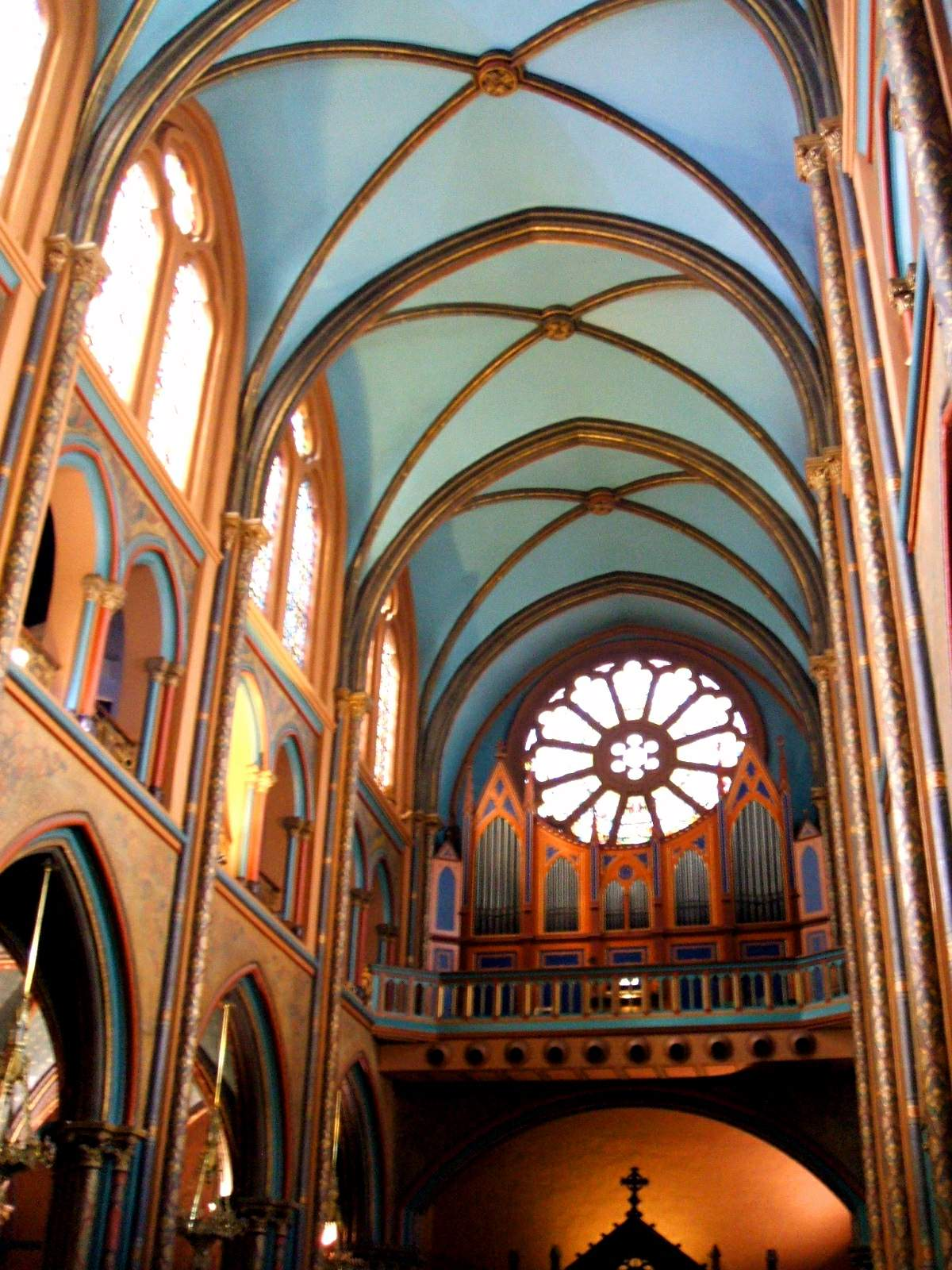
Aspecto de la nave, bóvedas y coro
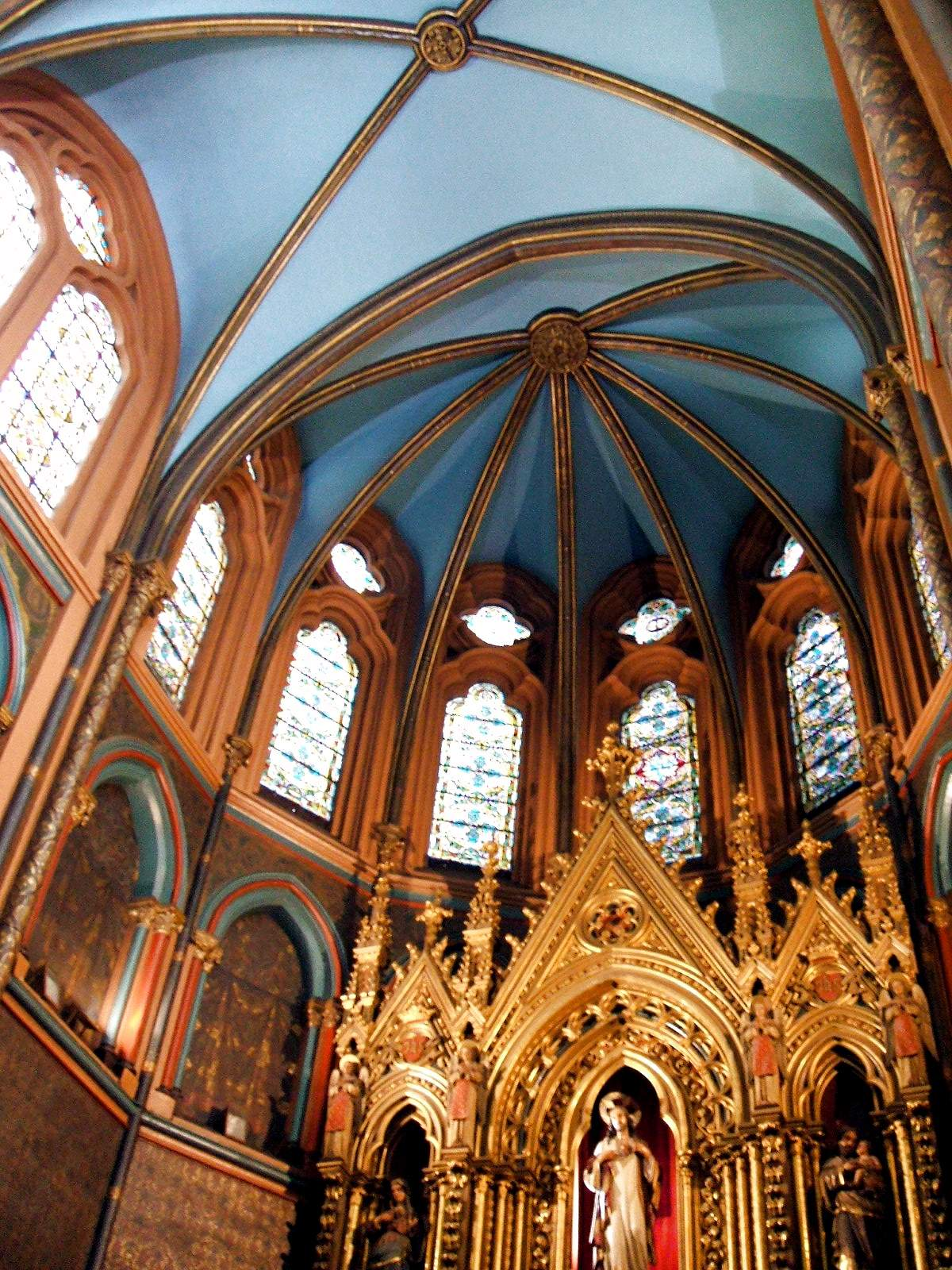
Bóveda ochavada de la cabecera
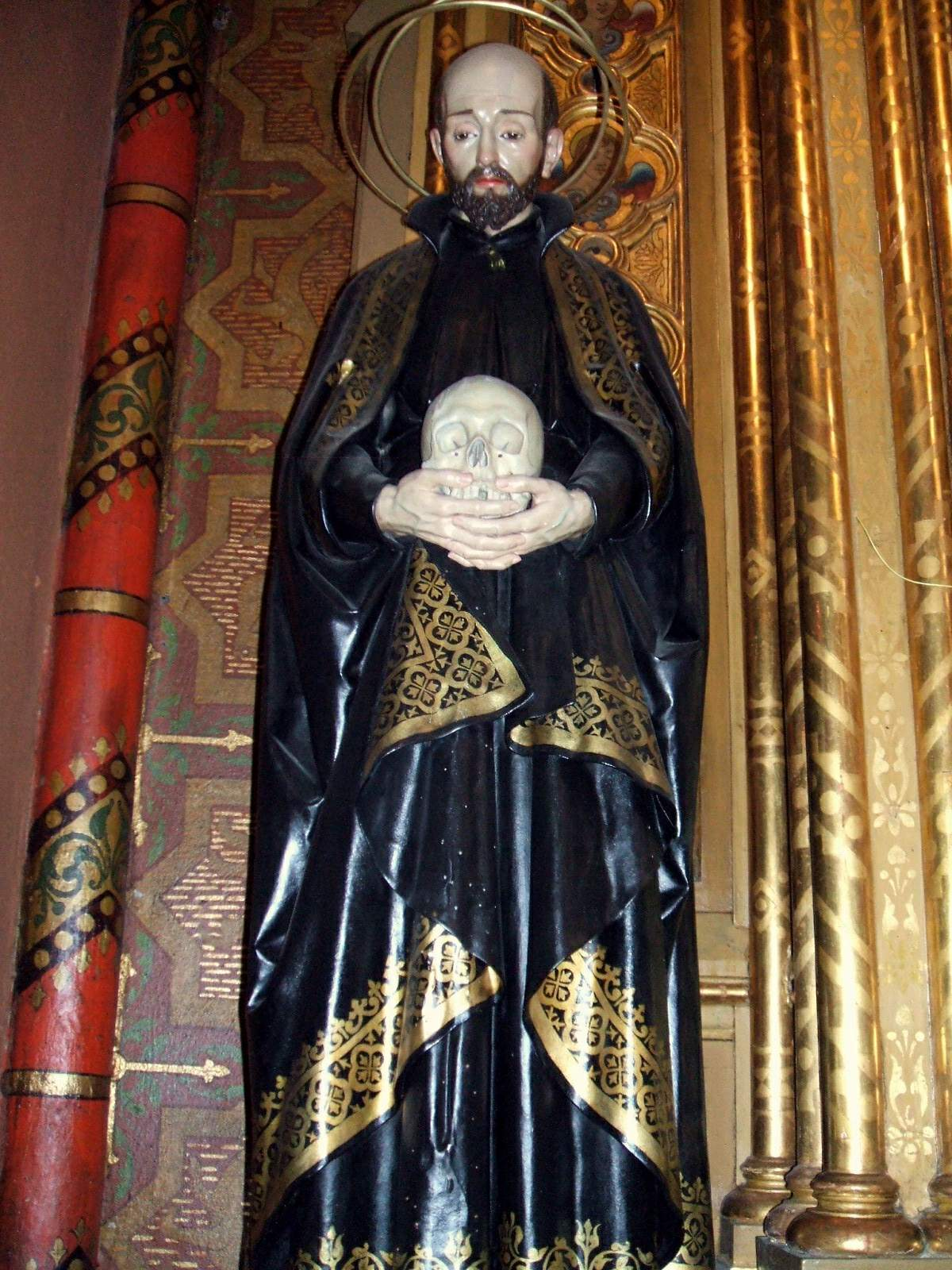
Talla de San Ignacio de Loyola
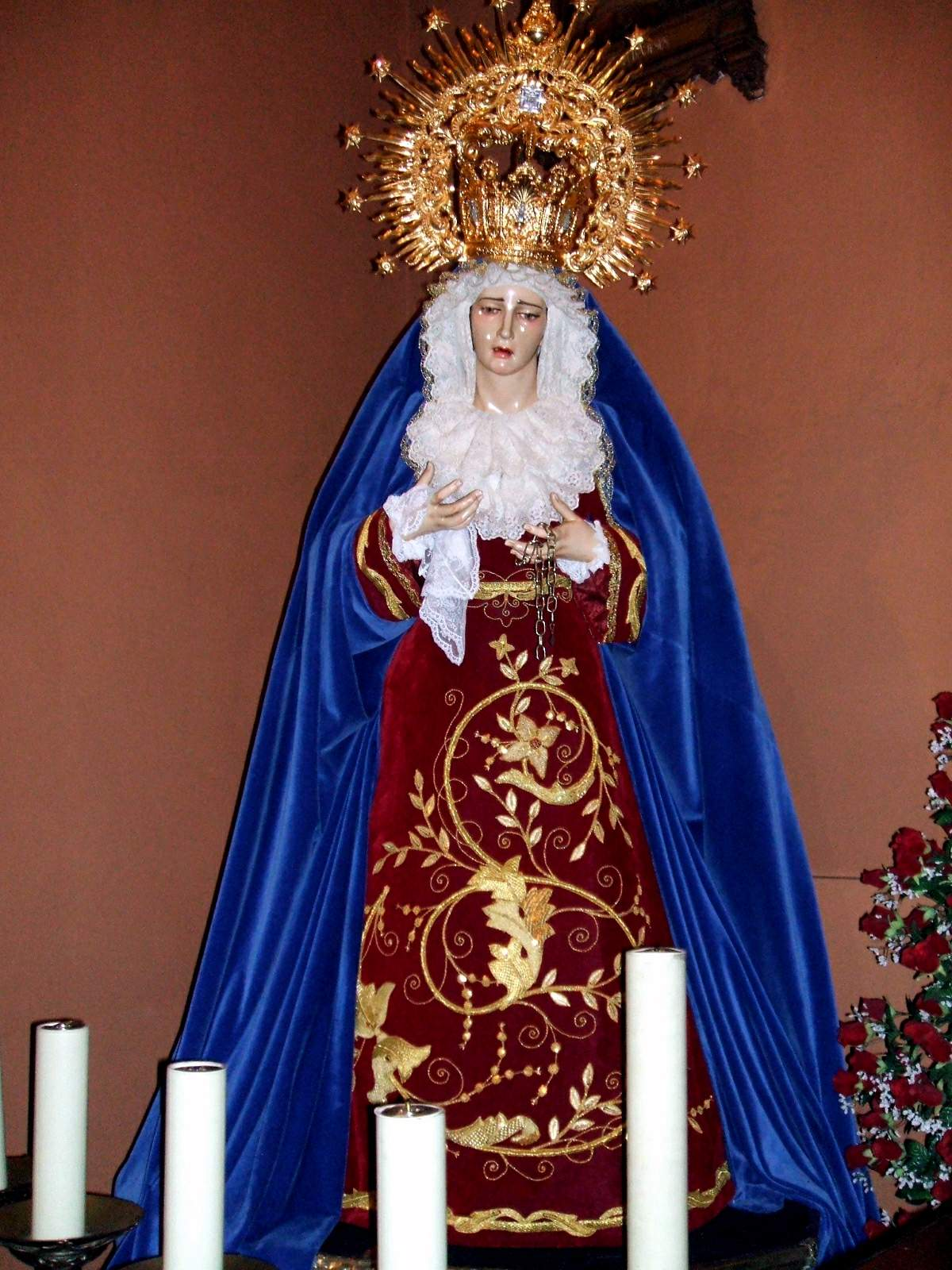
Talla de la Virgen de la Caridad
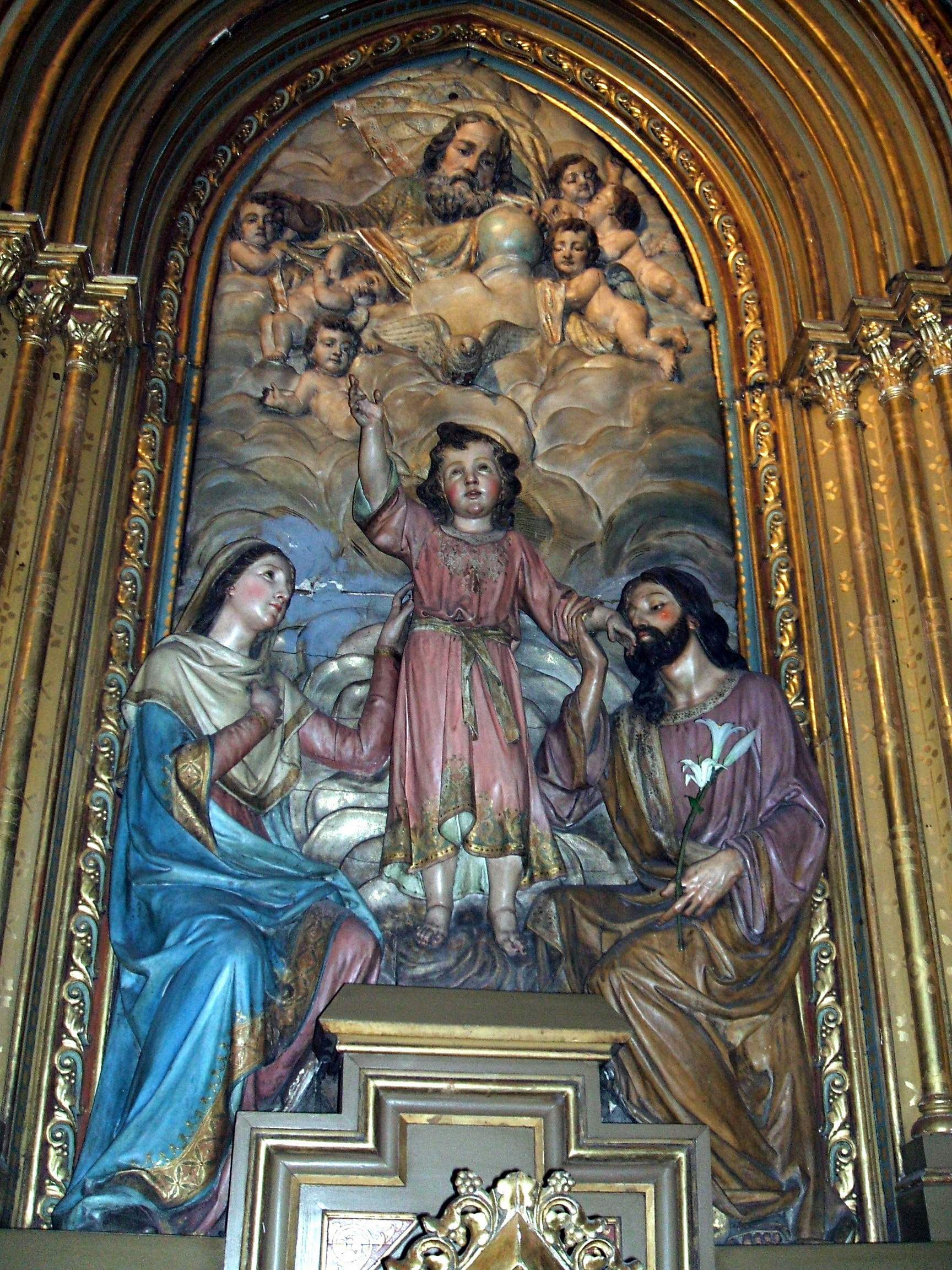
Altar de la Sagrada Familia